# Jan Faustyn Łuba
Jan Faustyn Łuba (ur. w XVI w., zm. w XVII w.) – polski szlachcic z Podlasia.

## Życiorys
Jan Faustyn Łuba był synem drobnego szlachcica podlaskiego, Dymitra Łuby i Maryny Łubowej. Jego ojciec był żołnierzem zaciężnym i uczestniczył w I Dymitriadzie. Zginął w Moskwie podczas rzezi obozu polskiego w 1606 roku. Chłopak podróżujący z ojcem został sierotą. Zaopiekował się nim Lew Sapieha, który zapewnił mu rentę oraz edukację.
Jan Łuba wychował się w monasterze św. Symeona Słupnika w Brześciu Litewskim. Nauczył się tam pisać i czytać w językach: polskim, ruskim i łacińskim. Miał też pobierać nauki na Akademii Wileńskiej. Gdy osiągnął pełnoletniość, pracował jako kancelista po różnych dworach i nauczyciel szlacheckiej młodzieży. Nie założył własnej rodziny, zamierzał bowiem w nieokreślonej przyszłości zostać duchownym i wstąpić do klasztoru.
W dzieciństwie nazywany był żartobliwie przez swojego opiekuna, z uwagi na zbieżność imion rodziców z osobami cara i carowej Rosji, „carewiczem Iwanem Dymitrowiczem”. Przezwisko to rozeszło się w pospólstwie, co przyniosło Janowi Łubie kłopoty. Rozpowszechniła się plotka głosić, że jest on cudownie ocalonym Iwanem Dymitrowiczem. Po kilkudziesięciu latach dotarła ona do Moskwy. W 1644 roku sprawą zainteresował się dwór carski i wysłał oficjalne poselstwo do Warszawy. Zażądano wydania Jana Łuby jako uzurpatora chcącego wywołać kolejne powstanie w Rosji.
Sprawą zainteresował się Senat Rzeczypospolitej Obojga Narodów, który – zamiast wyśmiać posłów rosyjskich – potraktował sprawę poważnie i zaczął działanie w obronie szlachcica. Jan Faustyn Łuba został sprowadzony do Warszawy i poddany wnikliwym badaniom wskazującym, że Rzeczpospolita jest niewinna i na jej terytorium nie ukrywa się potomek carowej Maryny Mniszchówny.
Ponieważ posłowie rosyjscy nie ustępowali, senatorowie zadeklarowali, że wyślą Jana Łubę do Moskwy jako polskiego posła, by car Michał I Romanow mógł się sam przekonać o jego niewinności. W 1645 roku szlachcic wraz z orszakiem wyjechał do Rosji. Na Kremlu był przesłuchiwany przez carskich śledczych, którzy postanowili go aresztować i oskarżyć o zdradę stanu. Dzięki szybkiej reakcji posła Samuela Druckiego-Sokolińskiego udało mu się uciec i powrócić do kraju. Obawiano się jednak, że strona rosyjska będzie dalej wymuszała na Rzeczypospolitej jego wydanie (p. też incydent trubecki).
W 1646 roku sprawą obrony Jana Faustyna Łuby zajmował się Sejm Rzeczypospolitej Obojga Narodów. Podczas debat nie podjął on konkretnych decyzji, jednak w bałaganie, jaki zapanował pod koniec obrad, referendarz Dołmat Isajkowski przyniósł królowi projekt ustawy O Łubie szlachcicu polskim. Nikt nie zwrócił na nią uwagi, posłowie jej nie rozpatrzyli, ale została ona wpisana do volumina legum w sesjach pieczętarskich.
Po Sejmie okazało się, że ustawa nabrała mocy prawnej i zgodnie z jej brzmieniem Jan Faustyn Łuba został pozbawiony niektórych przywilejów szlacheckich. Odebrano mu prawa swobodnego poruszania się i opuszczania kraju. Stwierdzono także, że szlachcic nie jest carewiczem i nie może się nim tytułować.
Po Sejmie z 1646 roku losy Jana Faustyna Łuby nie są do końca znane. Według jednych podań zginął podczas powstania Chmielnickiego w walkach z Kozakami. Według innych mimo zakazu wyjechał z kraju do Szwecji. Tam został porwany przez Rosjan, osądzony naprędce za zdradę stanu i ścięty w Moskwie.